# Mjölnir MMA
La Mjölnir MMA è un team di arti marziali miste con sede a Reykjavík, in Islanda.

## Atleti di rilievo
- Gunnar Nelson
- Sunna Davidsdottir
- Arni Isaksson
- Bjarni Kristjansson
- Diego Bjorn Valencia
- Björn Thorleifur Thorleifsson
- Bjorn Lukas Haraldsson
- Hrolfur Olafsson
- Birgir Orn Tomasson
- Bjarki Omarsson